# Lilium philippinense
Lilium philippinense är en liljeväxtart som beskrevs av John Gilbert Baker. Lilium philippinense ingår i släktet liljor, och familjen liljeväxter. Inga underarter finns listade.

## Bildgalleri

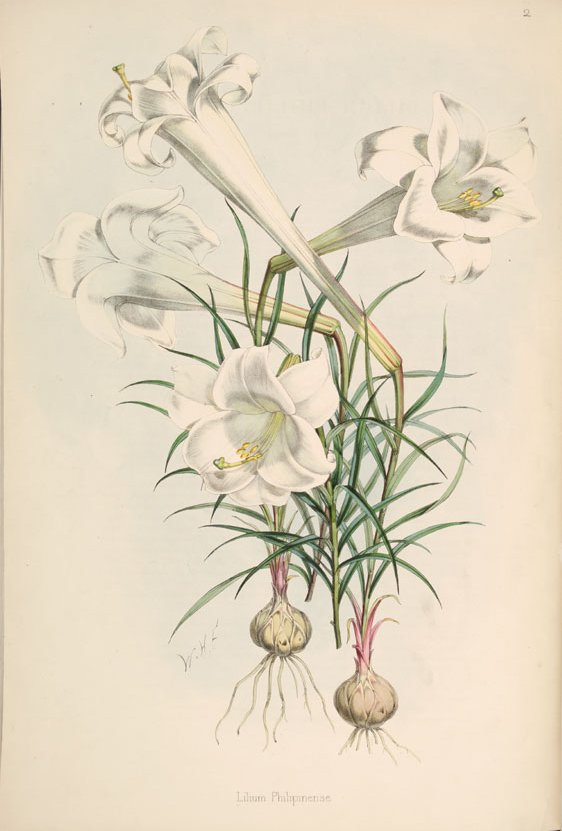
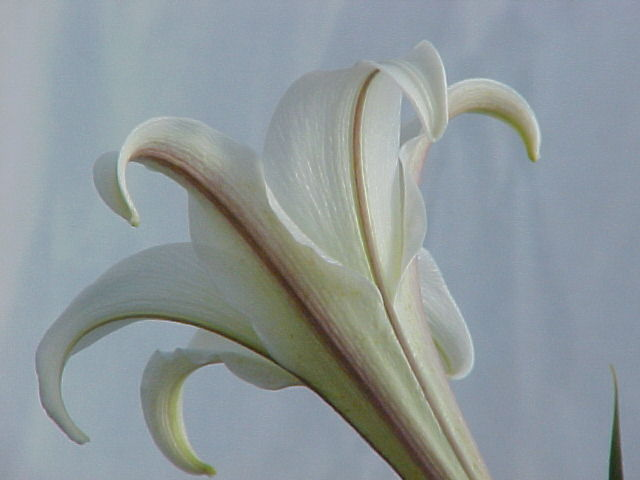
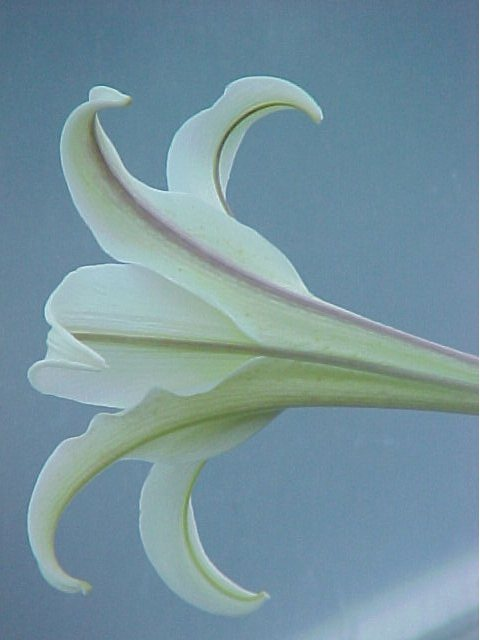
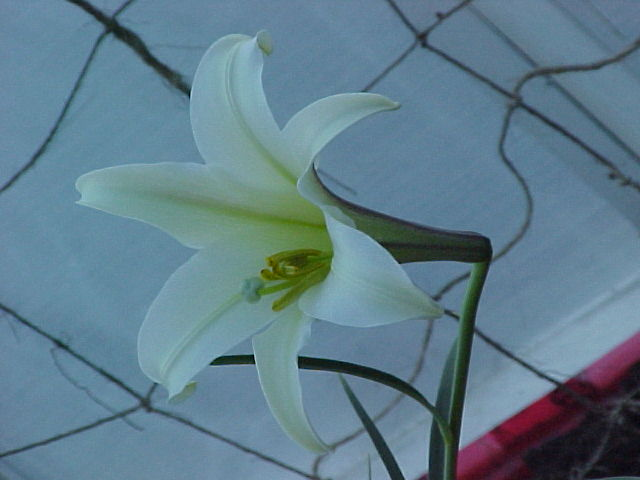
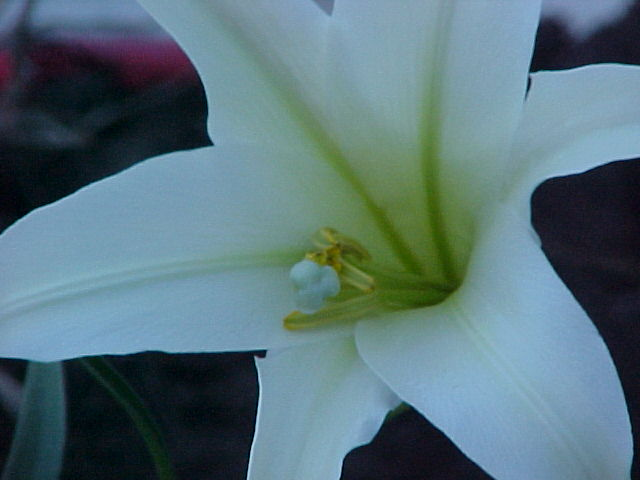
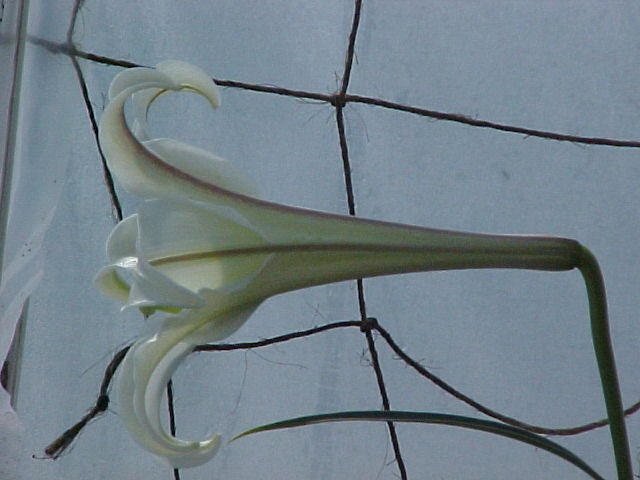